# Temple-mémorial de Chipka
Pour les articles homonymes, voir Chipka.
Temple-mémorial de Chipka ou Monastère de Chipka, de son vrai nom Temple-mémorial de la naissance du Christ, est une église située près de la ville de Chipka, en Bulgarie. 

## Galerie de photographies

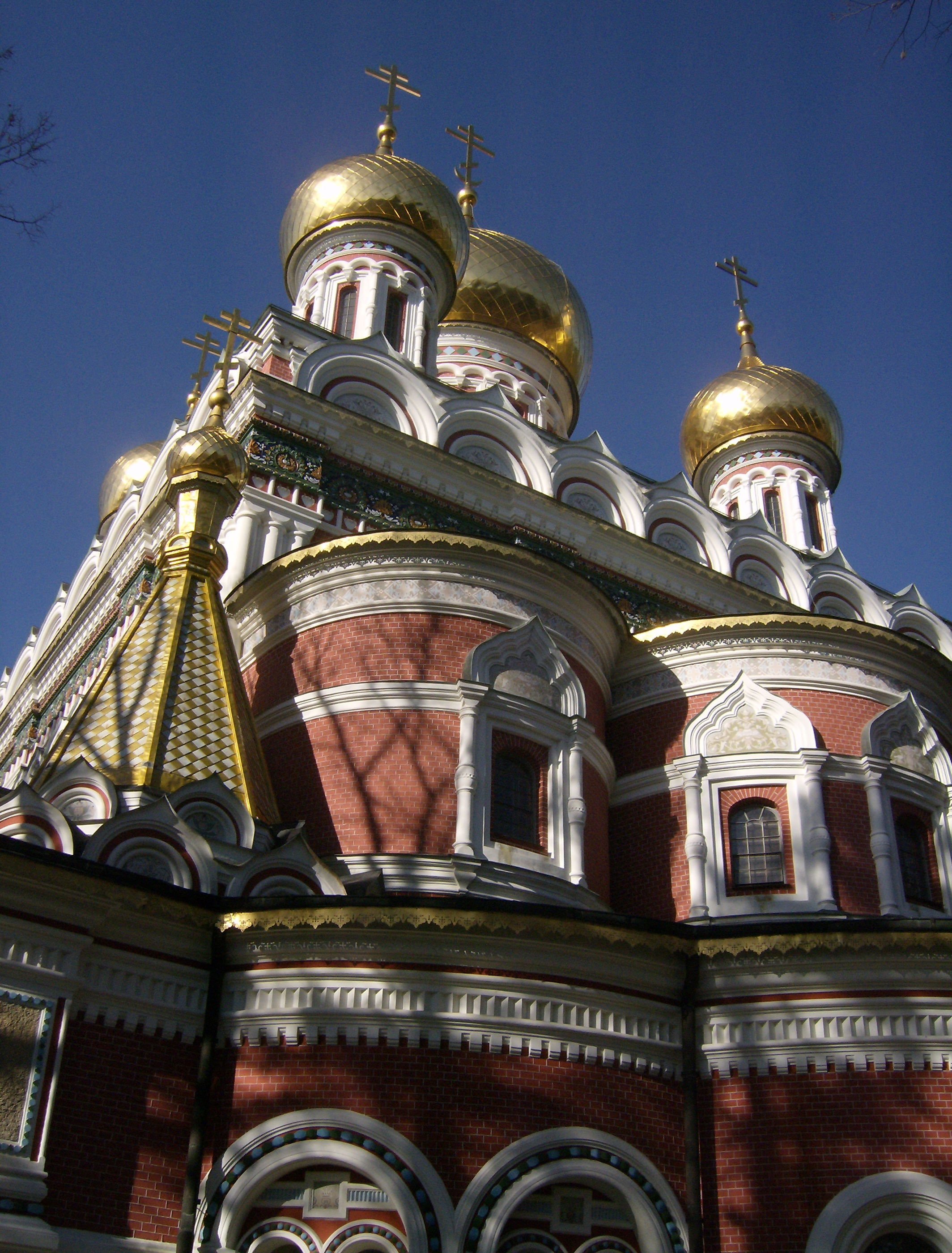
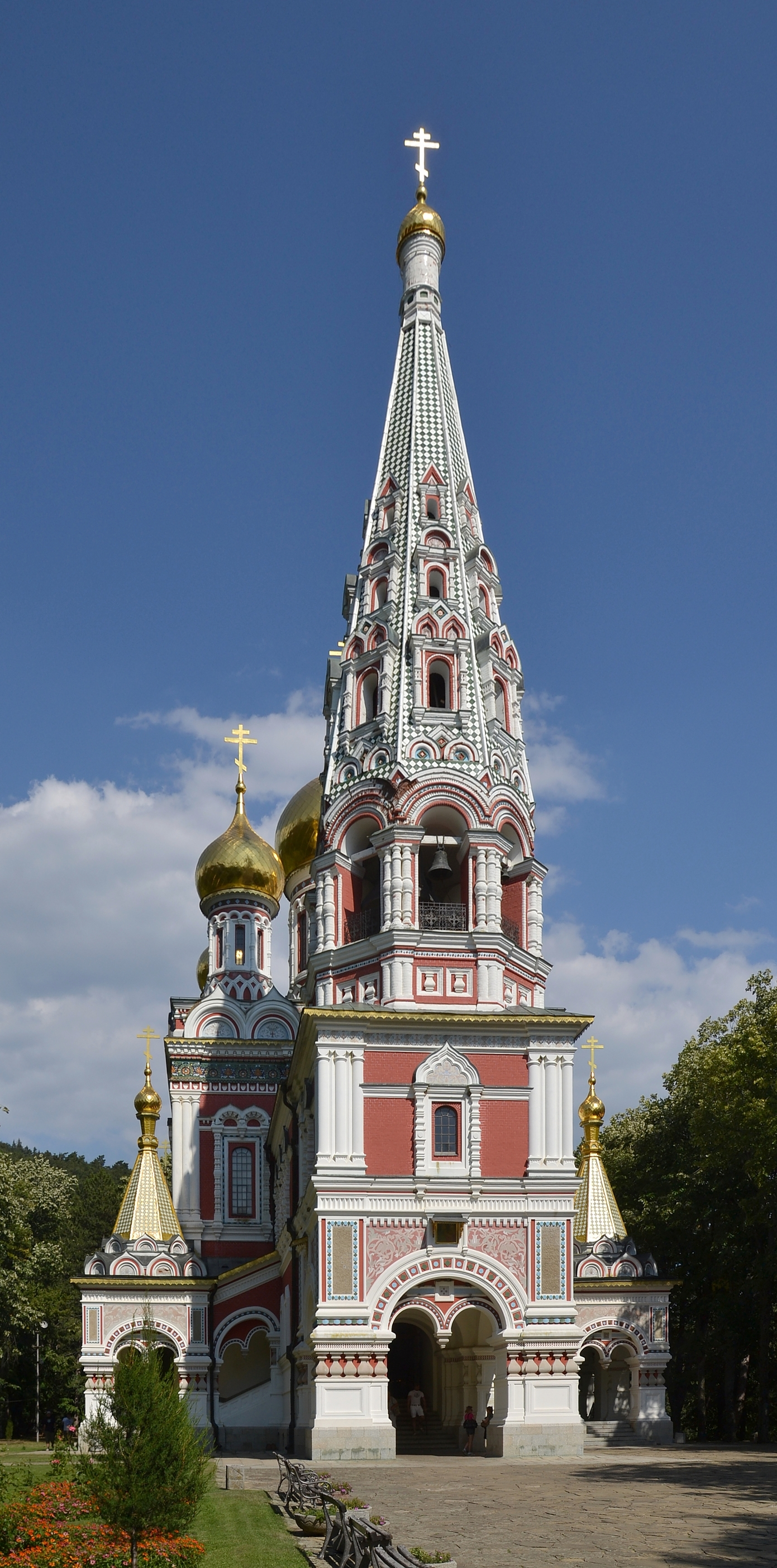
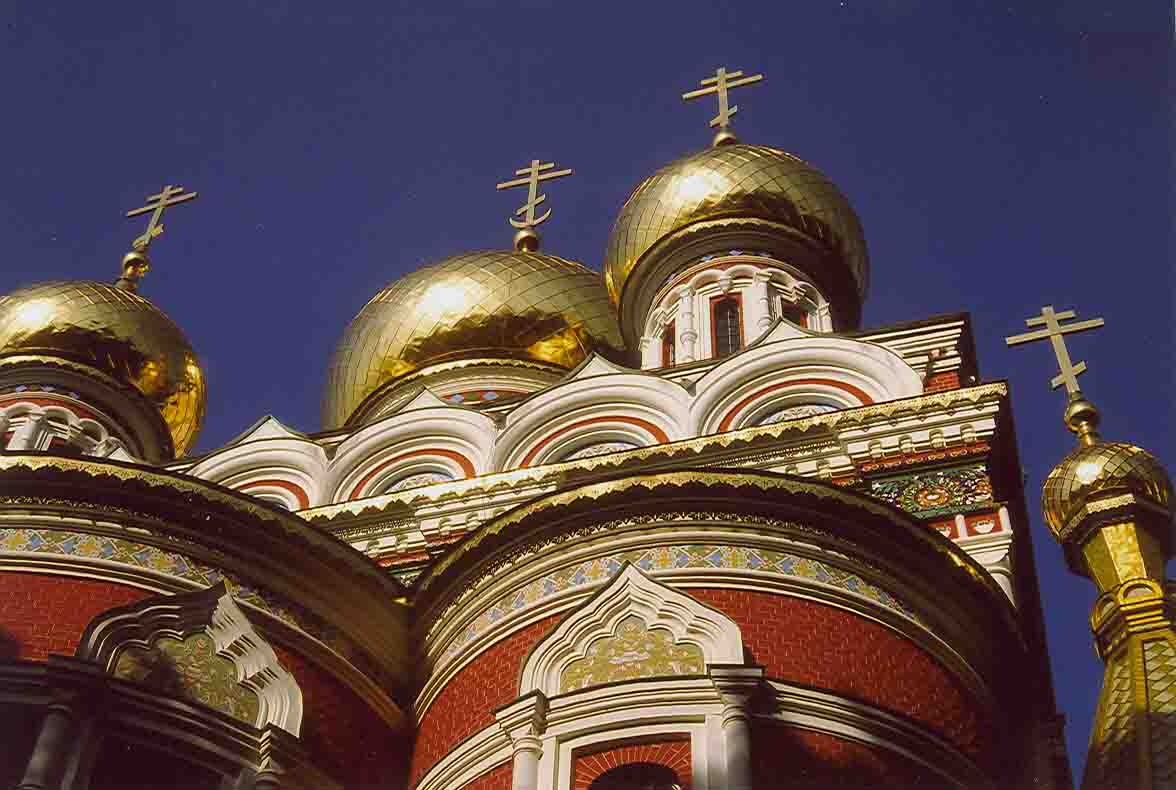
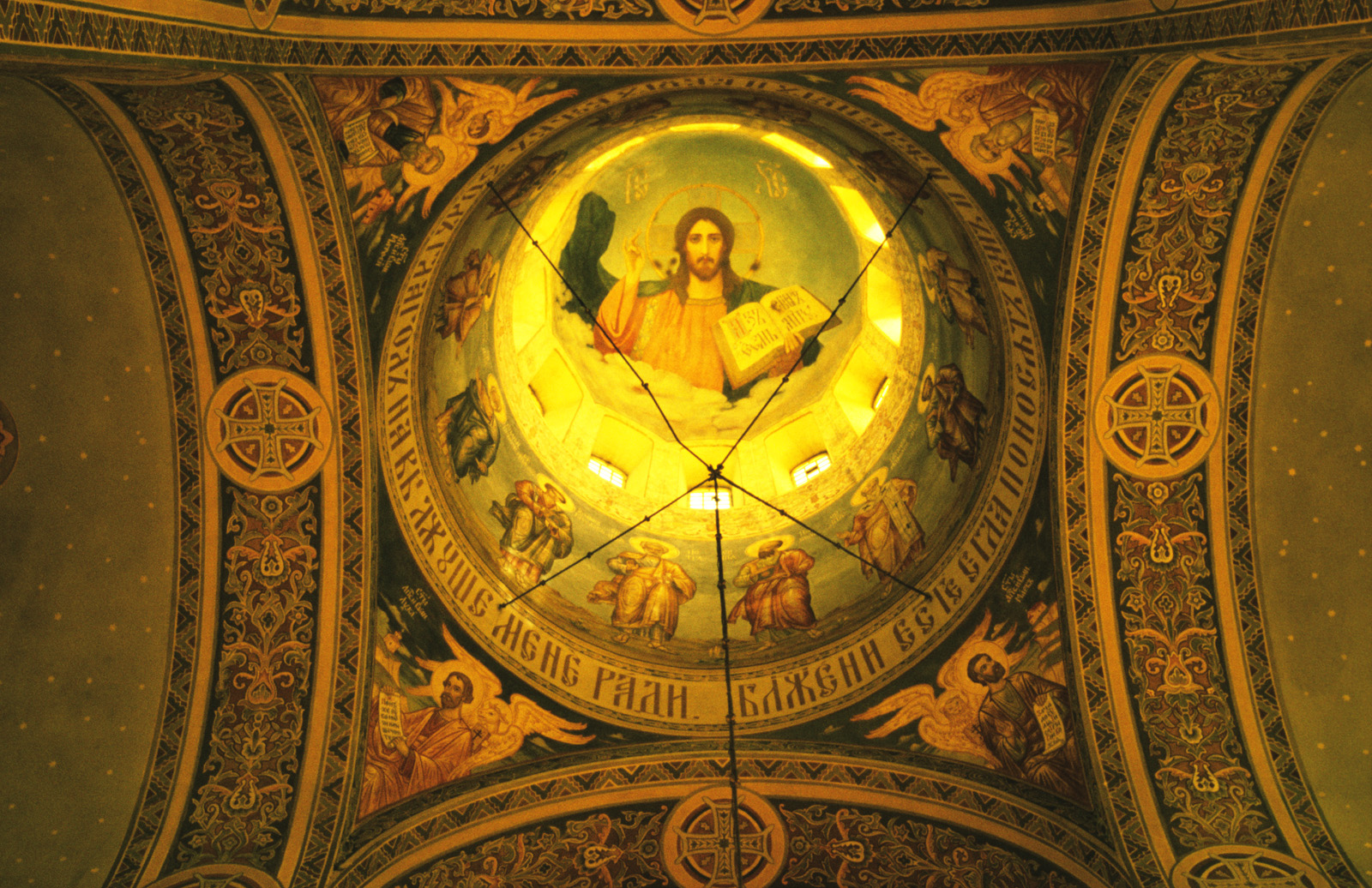